# Fédération des syndicats d'ingénieurs cadres techniciens et agents de maîtrise des chemins de fer et activités annexes
La Fédération des syndicats d’ingénieurs cadres techniciens et agents de maîtrise des chemins de fer et activités annexes dite aussi « Fédération Maîtrise et Cadres » est une organisation syndicale fondée en janvier 1948 par les cadres cheminots qui au moment de la scission entre la Confédération générale du travail et la Force ouvrière préfèrent rester dans l'autonomie et créent alors la « Fédération des syndicats d'ingénieurs, cadres, techniciens et agents de maîtrise des chemins de fer de France et d'outre-mer », couramment appelée à partir des années 1950 « Fédération autonome des cadres ».

## Historique
De sa fondation à 1977, son secrétaire général puis président est Raymond Decoudun.
En 1966, elle participe au PUMSUD (Pour un syndicalisme uni et démocratique) mené principalement par la majorité de la Fédération de l'Éducation nationale.
En 1972, elle se rebaptise "Fédération des Syndicats d'Ingénieurs, Cadres, Techniciens et Agents de Maîtrise des chemins de fer et activités annexes" et transforme son sigle en FMC.
En 1993, elle participe à la création de l'Union nationale des syndicats autonomes et cinq après, avec la création du « Syndicat national du personnel d'exécution », devient une composante de l'UNSA Cheminots.